# Trung Sơn, Cơ Long

Vị trí tại Cơ Long

Trung Sơn (tiếng Trung: 中山區; bính âm: Zhōngshān qū là một khu (quận) của thành phố Cơ Long, tỉnh Đài Loan, Trung Hoa Dân Quốc (Đài Loan). Quận nằm ở phía bắc thành phố và ở vị trí phía tây của cảng Cơ Long. Hoạt động của cảng đóng vai trò quan trọng đối với lao động trên địa bàn. Trung Sơn có diện tích 10,5232 km², dân số vào tháng 8 năm 2011 là 50.410 người thuộc 19.138 hộ gia đình, mật độ cư trú đạt 4790,4 người/km².